# Jón Þór Birgisson
Jón Þór Birgisson, bedre kendt som Jónsi (født 23. april 1975), er en islandsk sanger og guitarist. 
Han er født blind på sit højre øje.
Han er blandt andet kendt for at være forsanger i bandet Sigur Rós. Dér spiller han også på en elektrisk guitar med en cellobue, som er et af hans "varemærker". Han bruger oftest sin stemme til at synge falsetter. Han synger normalt på islandsk eller "håblandsk", som er en form for volapyk han selv finder på. Han siger at man selv må bestemme hvad ordene betyder. Han har dog sunget en enkelt engelsksproget sang på pladen Með suð í eyrum við spilum endalaust. 
Jónsi er åben homoseksuel. Hans kæreste Alex Somers er en af bandets grafiske designere.